# Hôtel de l'ordre Teutonique (Mayence)
L'hôtel de l'ordre Teutonique (Deutschhaus en allemand), est un édifice public de la ville de Mayence en Allemagne. Il abrite le siège du Parlement du Land de Rhénanie-Palatinat. 

## Situation
Le bâtiment est situé à l'ouest de la ville, dans le centre historique sur la place de la République de Mayence, en bordure du Rhin.

## Histoire

### La construction
En 1730, François-Louis de Palatinat-Neubourg pose la première pierre de la commanderie de l'ordre Teutonique. Le bâtiment est érigé par l'architecte Anselm Franz Freiherr von Ritter zu Groenesteyn, directeur général des constructions du prince-électeur de Mayence. Celui-ci réunit à titre personnel les fonctions d'archevêque de Mayence, de porteur de la Diadema regni (couronne de l'empire), et de grand maître de l'ordre Teutonique. Ceci explique la construction de cet édifice monumental, entre le château des princes-électeurs et l'arsenal.

### La période française
Après la prise de Mayence le 21 juillet 1792, Adam Philippe de Custine installe dans le bâtiment les autorités militaires françaises. Le 17 mars 1793, la République de Mayence est proclamée depuis un balcon de cette maison par Georg Forster, l'ethnologue, écrivain voyageur, révolutionnaire et membre du club des Jacobins de Mayence.
Après le traité de Campo-Formio en 1797, le Deutschhaus abrite de nouveau les autorités militaires françaises, puis, à partir de 1800, la préfecture du département du Mont-Tonnerre. Après le traité de Lunéville en 1801 et la cession de la rive gauche du Rhin à la France, peu avant son couronnement, Napoléon Ier y reçoit les princes du Saint-Empire romain germanique. Il y réside avec Joséphine en 1806 et 1807 et ensuite à plusieurs reprises dans ce qui devient son palais impérial jusqu'à sa chute, la dernière fois en novembre 1813 à son retour de la défaite de Leipzig.

### LeXIXesiècle
Après 1815, l'édifice appartient au grand-duché de Hesse-et-Rhin, l'un des États composant la Confédération germanique. Pendant cette période, la reine Victoria, en 1845, et plus tard l'empereur Guillaume II, entre 1900 et 1914, en sont les hôtes, invités par les membres de la maison de Hesse-Darmstadt.

### LeXXesiècle

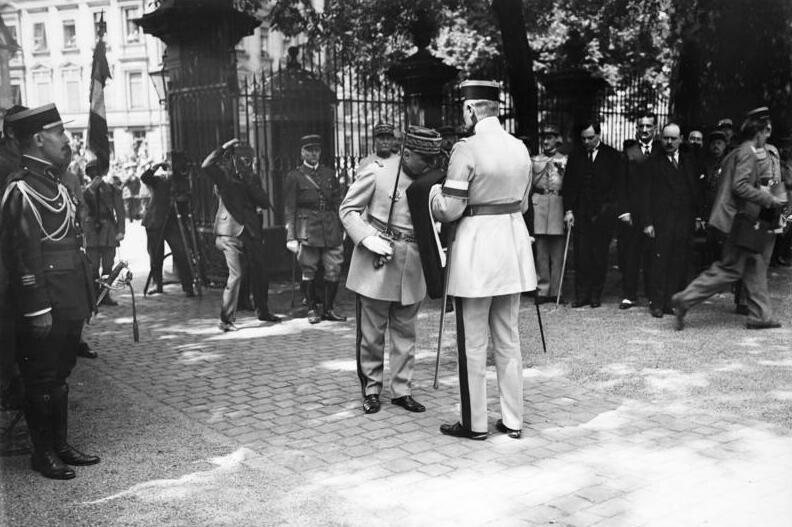
Le général Adolphe Guillaumat avec le drapeau français devant la porte du Deutschhaus, le 30 juin 1930.

En octobre 1919, le bâtiment devient la résidence du général Jean-Marie Degoutte, commandant suprême de l'armée française d'occupation du Rhin et le demeure sous son successeur Adolphe Guillaumat. Les troupes françaises quittent la Rhénanie le 30 juin 1930. Gravement endommagé par les bombardements de 1945, l'ancienne commanderie est, sur ordonnance 57 du général Marie-Pierre Kœnig du 30 août 1946, rapidement restaurée pour accueillir le Parlement du Land de Rhénanie-Palatinat.
Depuis fin octobre/début novembre 2015, le bâtiment a été rénové. L'administration du Landtag était logée dans le bâtiment de l'ancien établissement pénitentiaire de Mayence. Les sessions ont eu lieu, entre autres, dans la salle du conseil de l'hôtel de ville de Mayence et dans la Rheingoldhalle voisine, ainsi que dans la Steinhalle du musée régional de Mayence.
Le 8 septembre 2021, une cérémonie a célébré le retour du Landtag dans le bâtiment rénové. Les coûts de construction se sont élevés à 73 millions d'euros.